# Metal foam

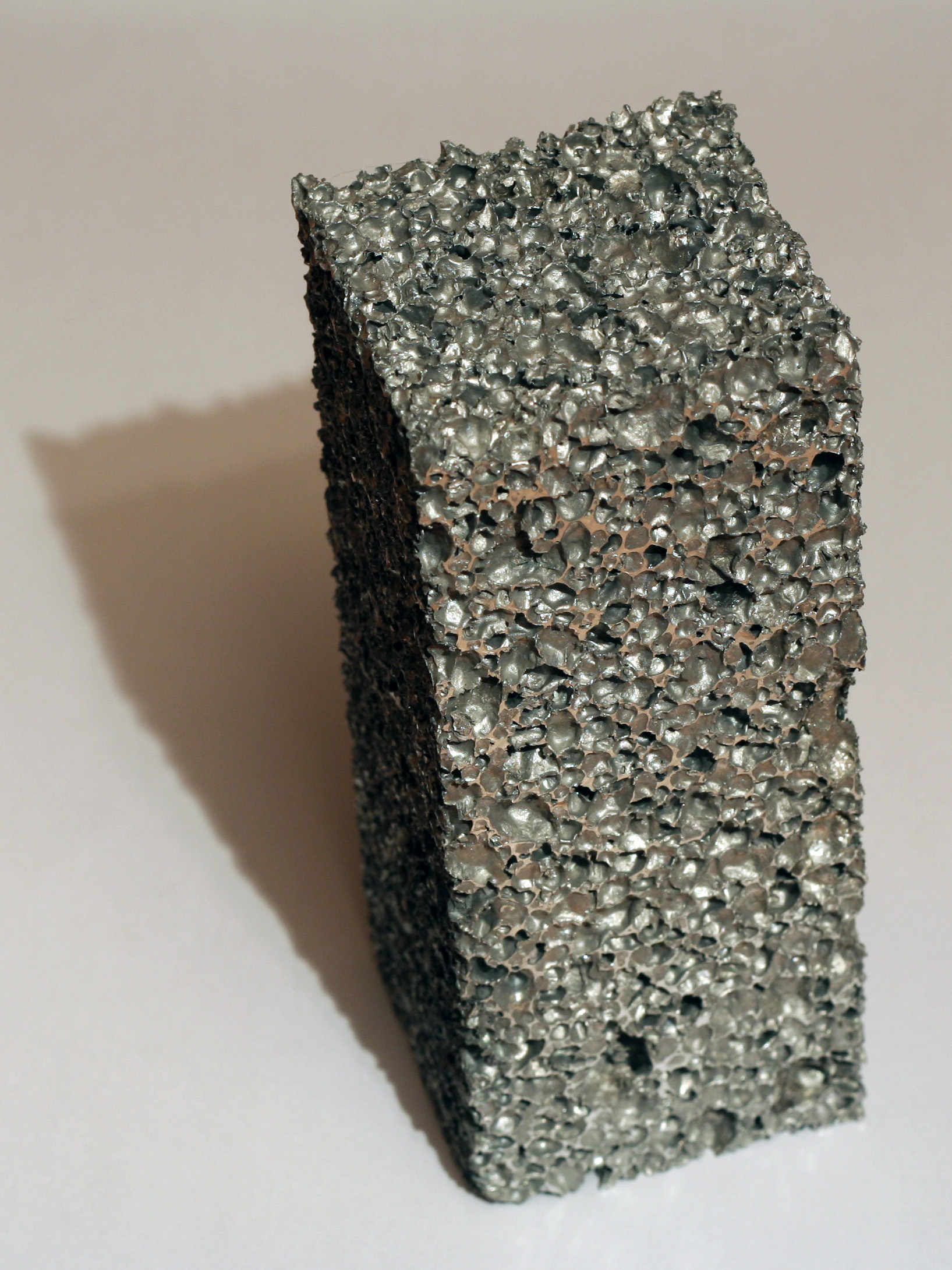
Một mẫu bọt nhôm.

Metal foam là các cấu trúc vật liệu kim loại trông giống với cấu trúc đa bào, với vỏ kim loại bao lấy những khoảng khí nhỏ bên trong. Những khoảng khí này có thể tách biệt với nhau như bọt xà phòng hoặc liên kết với nhau thành một mạng lưới. Cấu trúc này làm cho vật liệu trở nên xốp và nhẹ vì 75-95% thể tích là không khí. Sức chịu đựng của vật liệu sử dụng cấu trúc này còn tùy thuộc vào nhiều yếu tố khác nhau.
Metal foam thường giữ lại một số tính chất vật lý của vật liệu cơ bản dùng để làm ra chúng như độ bắt cháy, độ giãn nở... nhưng có một số tính chất có thể sẽ đổi như độ dẫn nhiệt giảm.
Mặc dù có một số lượng rất lớn các bằng sáng chế mô tả cấu trúc mạng lưới trông có vẻ có thể sử dụng được, vật liệu cấu thành từ cấu trúc và các phương pháp sản xuất. Nhưng ứng dụng của metal foam chưa nhiều và hầu hết các nhà sản xuất hiện không xem nó như một loại hàng hóa có tính thương mại cho việc chế tạo hàng loạt.

## Ứng dụng

### Mạng lưới

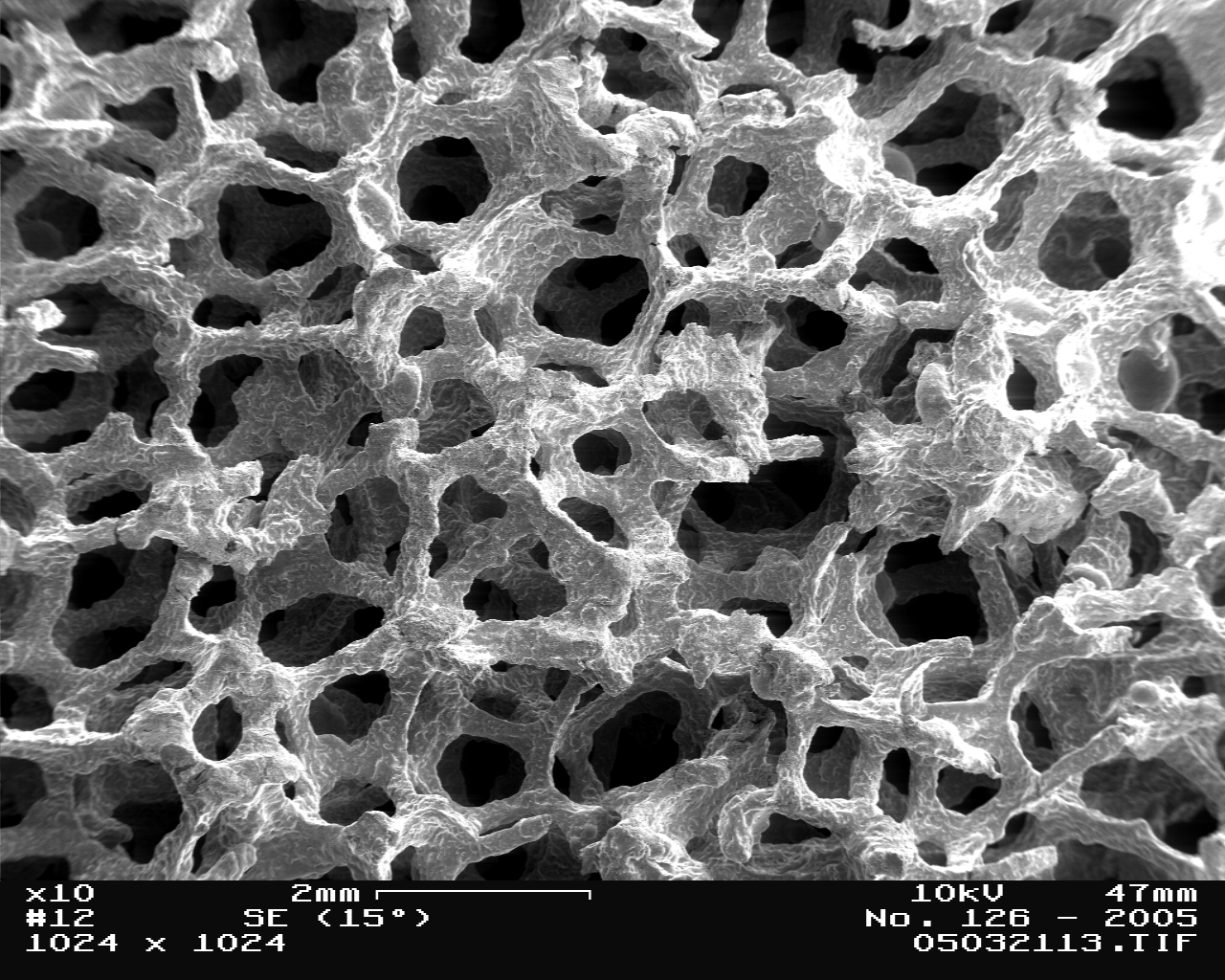
Một mẫu dạng mạng lưới.

Metal foam dạng mạng lưới có tính chất tản nhiệt cao do cấu trúc cho phép không khí đi qua để khuếch tán nhiệt hiệu quả. Do vật liệu loại này có chi phí cao nên chúng thường chỉ được sử dụng trong công nghệ tiên tiến như hàng không vũ trụ và sản xuất như bộ lọc nhiệt hay cách nhiệt.
Đặc điểm của hệ thống tản nhiệt dùng vật liệu này chúng là có thể giảm kích thước, trọng lượng và theo lý thuyết là cả chi phí chế tạo vì vật liệu sử dụng không nhiều như bình thường.
Trong y học thì các thí nghiệm gần đây đã thử dùng bọt titan làm mảng xương nhân tạo, kết quả cho thấy có sự hình thành các mạch máu qua các kẻ hở của mạng lưới để kết nối với các mảng xương khác và các tế bào xương bắt đầu phục hồi sau đó, mở ra triển vọng mới cho việc chữa lành xương hiệu quả hơn.

### Kín

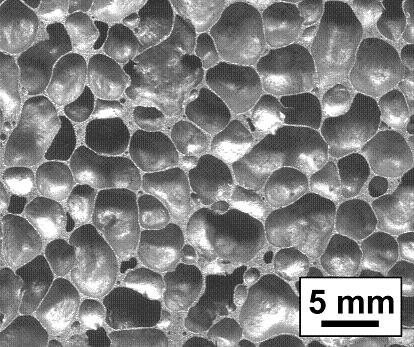
Một mẫu dạng kín.

Một trong các ứng dụng của cấu trúc bọt kín là chống va đập và hấp thụ lực. Chỉ có điều là chúng chỉ sử dụng được một lần do kim loại không trở lại hình dáng ban đầu như nhựa một khi đã bị biến dạng nặng nên chúng rất ít khi được dùng cho việc này nhưng khi dùng thì chúng sẽ cản những lực va đập rất mạnh.
Loại này thường được dùng để nhồi giữa hai lớp vật liệu giống nhau để giảm trọng lượng của cả khối vật liệu nhưng vẫn giữ được tính chất của vật liệu làm ra chúng, có thể ứng dụng trong xây dựng hoặc lắp ráp phương tiện cơ giới. Do chúng khá nhẹ và có các loại có khả năng tự nổi trong nước như nhựa nên cũng được thí nghiệm để thử dùng làm vỏ tàu.